# Љубић (Кнић)
Љубић је насеље у Србији у општини Кнић у Шумадијском округу.Према попису из 2022. има 295 становника (према попису из 2011. било је 389 становника).
Овде се налазе Запис Милутиновића орах (Љубић), Запис Зорнића крушка (Љубић), Запис Миловића јабука (Љубић), Запис Давинића шумар (Љубић), Запис храст у порти (Љубић), Запис Алексијевића храст (Љубић), Запис Симовића храст (Љубић), Запис Живковића крушка (Љубић), Запис Мијаиловића крушка (Љубић).

## Демографија
У насељу Љубић живи 327 пунолетних становника, а просечна старост становништва износи 44,0 година (42,5 код мушкараца и 45,4 код жена). У насељу има 118 домаћинстава, а просечан број чланова по домаћинству је 3,26.
Ово насеље је великим делом насељено Србима (према попису из 2002. године), а у последња три пописа, примећен је пад у броју становника.
|  |

| Демографија | Демографија | Демографија |
| Година      | Становника  | Становника  |
| ----------- | ----------- | ----------- |
| 1948.       | 557         |             |
| 1953.       | 559         |             |
| 1961.       | 537         |             |
| 1971.       | 504         |             |
| 1981.       | 456         |             |
| 1991.       | 442         | 431         |
| 2002.       | 385         | 404         |
| 2011.       | 389         |             |
| 2022.       | 295         |             |

| Етнички састав према попису из 2002.‍ | Етнички састав према попису из 2002.‍ | Етнички састав према попису из 2002.‍ | Етнички састав према попису из 2002.‍ | Етнички састав према попису из 2002.‍ |
| ------------------------------------ | ------------------------------------ | ------------------------------------ | ------------------------------------ | ------------------------------------ |
|                                      |                                      |                                      |                                      |                                      |
| Срби                                 | Срби                                 |                                      | 382                                  | 99,22%                               |
| Македонци                            | Македонци                            |                                      | 1                                    | 0,25%                                |
| непознато                            | непознато                            |                                      | 2                                    | 0,51%                                |

| Година пописа     | 1948. | 1953. | 1961. | 1971. | 1981. | 1991. | 2002. |
| ----------------- | ----- | ----- | ----- | ----- | ----- | ----- | ----- |
| Број домаћинстава | 107   | 118   | 124   | 130   | 131   | 128   | 118   |

| Број чланова      | 1  | 2  | 3  | 4  | 5  | 6  | 7 | 8 | 9 | 10 и више | Просек |
| ----------------- | -- | -- | -- | -- | -- | -- | - | - | - | --------- | ------ |
| Број домаћинстава | 27 | 26 | 11 | 23 | 10 | 17 | 3 | 1 | 0 | 0         | 3,26   |

| Пол    | Укупно | Неожењен/Неудата | Ожењен/Удата | Удовац/Удовица | Разведен/Разведена | Непознато |
| ------ | ------ | ---------------- | ------------ | -------------- | ------------------ | --------- |
| Мушки  | 165    | 52               | 101          | 7              | 4                  | 1         |
| Женски | 172    | 28               | 100          | 40             | 3                  | 1         |
| УКУПНО | 337    | 80               | 201          | 47             | 7                  | 2         |

| Пол    | Укупно                    | Пољопривреда, лов и шумарство | Рибарство                            | Вађење руде и камена | Прерађивачка индустрија       |
| ------ | ------------------------- | ----------------------------- | ------------------------------------ | -------------------- | ----------------------------- |
| Мушки  | 93                        | 29                            | 0                                    | 0                    | 39                            |
| Женски | 67                        | 34                            | 0                                    | 0                    | 9                             |
| УКУПНО | 160                       | 63                            | 0                                    | 0                    | 48                            |
| Пол    | Производња и снабдевање   | Грађевинарство                | Трговина                             | Хотели и ресторани   | Саобраћај, складиштење и везе |
| Мушки  | 4                         | 3                             | 7                                    | 3                    | 4                             |
| Женски | 0                         | 0                             | 3                                    | 9                    | 1                             |
| УКУПНО | 4                         | 3                             | 10                                   | 12                   | 5                             |
| Пол    | Финансијско посредовање   | Некретнине                    | Државна управа и одбрана             | Образовање           | Здравствени и социјални рад   |
| Мушки  | 0                         | 1                             | 1                                    | 0                    | 2                             |
| Женски | 1                         | 0                             | 2                                    | 3                    | 3                             |
| УКУПНО | 1                         | 1                             | 3                                    | 3                    | 5                             |
| Пол    | Остале услужне активности | Приватна домаћинства          | Екстериторијалне организације и тела | Непознато            | Непознато                     |
| Мушки  | 0                         | 0                             | 0                                    | 0                    | 0                             |
| Женски | 2                         | 0                             | 0                                    | 0                    | 0                             |
| УКУПНО | 2                         | 0                             | 0                                    | 0                    | 0                             |